# Marquesado de Villanueva de Valdueza

El marquesado de Villanueva de Valdueza, comúnmente denominado marquesado de Valdueza es un título nobiliario español creado por el rey Felipe IV el 17 de enero de 1624 a favor de Fadrique de Toledo Osorio o Fadrique Álvarez de Toledo Osorio y Mendoza, hijo del V marqués de Villafranca del Bierzo, de la casa de Villafranca. Su nombre se refiere a la localidad de Villanueva de Valdueza, situada en el municipio leonés de Ponferrada, en la provincia de León.

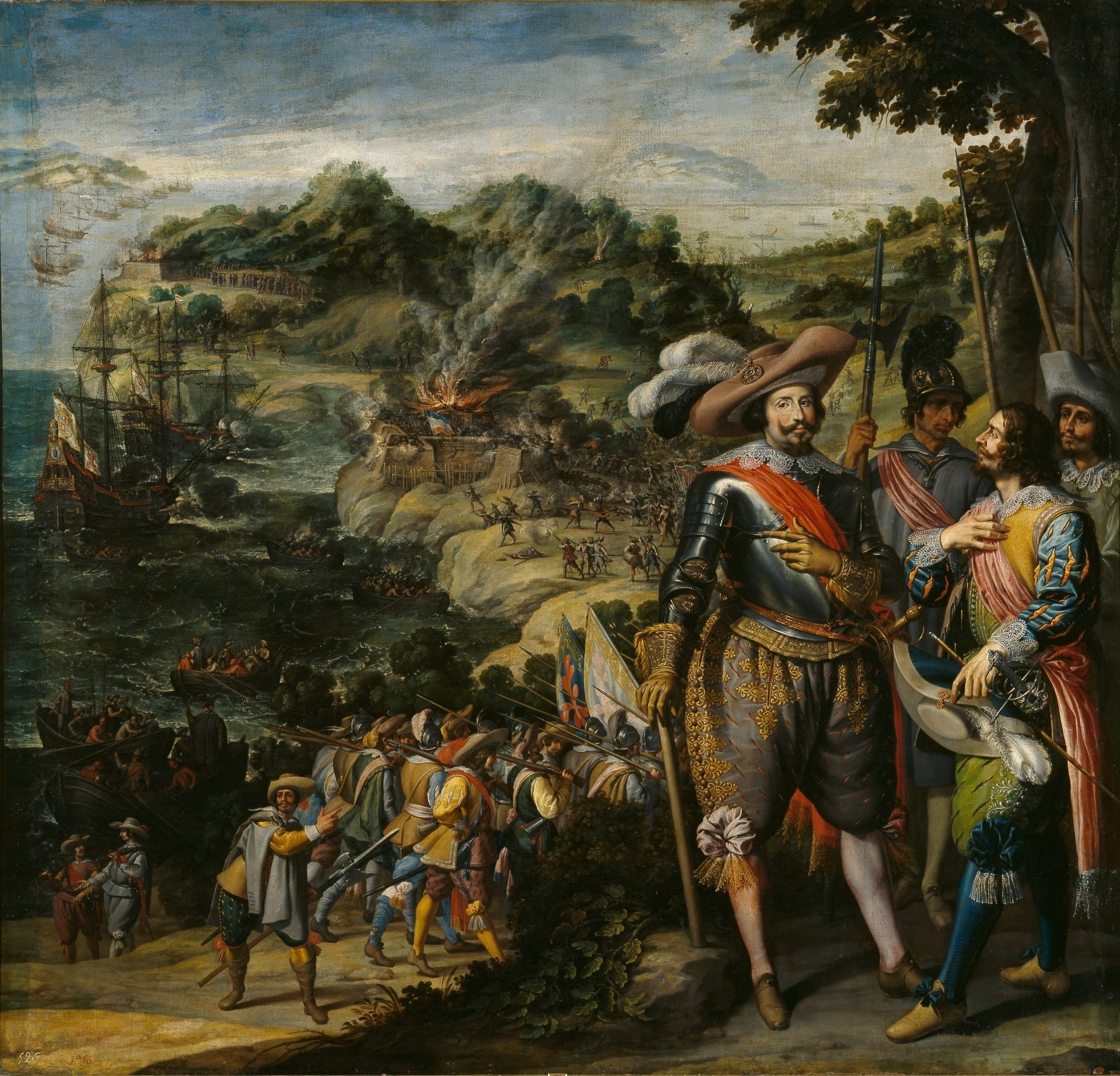
Recuperación de la isla de San Cristóbal, La obra representa la recuperación de la isla de San Cristóbal en 1627 por las tropas españolas al mando de Fadrique Álvarez de Toledo Osorio (1580-1634), marqués de Villanueva de Valdueza y capitán general de la Armada del Mar Océano.

## Marqueses de Villanueva de Valdueza
|                                  | Titular                                                     | Periodo                          |
| Creación por Felipe IV de España | Creación por Felipe IV de España                            | Creación por Felipe IV de España |
| -------------------------------- | ----------------------------------------------------------- | -------------------------------- |
| I                                | Fadrique Álvarez de Toledo Osorio y Mendoza                 | 1624-1634                        |
| II                               | Fadrique Álvarez de Toledo Osorio y Ponce de León           | 1635-1705                        |
| III                              | José Fadrique Álvarez de Toledo Osorio y Córdoba y Cardona  | 1705-1728                        |
| IV                               | Fadrique Vicente Álvarez de Toledo Osorio y Moncada         | 1728-1753                        |
| V                                | Antonio Álvarez de Toledo Osorio y Pérez de Guzmán el Bueno | 1753-1773                        |
| VI                               | José Álvarez de Toledo y Gonzaga                            | 1773-1796                        |
| VII                              | Francisco de Borja Álvarez de Toledo y Gonzaga              | 1796-1821                        |
| VIII                             | Pedro de Alcántara Álvarez de Toledo y Palafox              | 1821-1867                        |
| IX                               | Pedro Álvarez de Toledo y Silva                             | 1867-1898                        |
| X                                | Alonso Álvarez de Toledo y Samaniego                        | 1898-1936                        |
| XI                               | Alfonso Álvarez de Toledo y Cabeza de Vaca                  | 1951-1987                        |
| XII                              | Alonso Álvarez de Toledo y Urquijo                          | 1987-                            |

## Historia genealógica
- Fadrique Álvarez de Toledo Osorio y Mendoza, I marqués de Villanueva de Valdueza. Le sucedió su hijo:
- Fadrique Álvarez de Toledo Osorio y Ponce de León, VII marqués de Villafranca del Bierzo, II marqués de Villanueva de Valdueza etc. Le sucedió su hijo:
- José Fadrique Álvarez de Toledo Osorio y Córdoba y Cardona, VIII marqués de Villafranca del Bierzo, III marqués de Villanueva de Valdueza etc. Le sucedió su hijo:
- Fadrique Vicente Álvarez de Toledo Osorio y Moncada,  IX marqués de Villafranca del Bierzo, IV marqués de Villanueva de Valdueza etc. Le sucedió su hijo:
- Antonio Álvarez de Toledo Osorio y Pérez de Guzmán el Bueno,  X marqués de Villafranca del Bierzo, V marqués de Villanueva de Valdueza etc. Le sucedió su hijo:
- José Álvarez de Toledo y Gonzaga, XI marqués de Villafranca del Bierzo, VI marqués de Villanueva de Valdueza etc. Le sucedió su hermano:
- Francisco de Borja Álvarez de Toledo y Gonzaga, XII marqués de Villafranca del Bierzo, VII marqués de Villanueva de Valdueza etc. Le sucedió su hijo:
- Pedro de Alcántara Álvarez de Toledo y Palafox, XIII marqués de Villafranca del Bierzo, VIII marqués de Villanueva de Valdueza etc. Distribuyó los títulos entre sus hijos sucediendo su hijo:
- Pedro Álvarez de Toledo y Silva (1841-1898), IX marqués de Villanueva de Valdueza por cesión de su padre. Casó con María del Milagro de Lara y San Juan, hija del teniente general Juan de Lara e Irigoyen, que fue ministro de la Guerra, y de María Dolores San Juan y Carmona. Sin descendencia. Le sucedió el tercer hijo de su hermano Alonso, XI marqués de Martorell, por tanto su sobrino:

- Alonso Álvarez de Toledo y Samaniego (1870-1936), X marqués de Villanueva de Valdueza. Casó con María de la Paz Cabeza de Vaca y Fernández de Córdoba, hija de Mariano Cabeza de Vaca y Morales, VIII marqués de Portago. Fueron padres de:
  1. Mariano Álvarez de Toledo y Cabeza de Vaca (1899-1936), XI vizconde de la Armería.
  2. Alonso Álvarez de Toledo y Cabeza de Vaca, que sigue;

- Alonso Álvarez de Toledo y Cabeza de Vaca (1903-1987), XI marqués de Villanueva de Valdueza, XII vizconde de la Armería. Casó con María del Pilar Urquijo y Landecho (1907-2005), hija de Estanislao de Urquijo y Ussía, III marqués de Urquijo y I de Bolarque, grande de España, y de María del Pilar de Landecho y Allendesalazar. Fueron padres de:
  1. María Álvarez de Toledo y Urquijo, que casó con Manuel Pérez-Seoane y Fernández-Villaverde, V conde de Velle. Con descendencia.
  2. Sonsoles Álvarez de Toledo y Urquijo (n.1932). Casó en Madrid el 24 de marzo de 1956 con Alfonso Queipo de Llano y Acuña, XIII vizconde de Valoria, hijo de Francisco Queipo de Llano y Álvarez de las Asturias-Bohorques, X conde de Toreno. Con descendencia.
  3. Isabel Álvarez de Toledo y Urquijo (n.1934). Casó con Mauricio Álvarez de las Asturias Bohorques y Silva, VI duque de Gor. Con descendencia.
  4. Alonso Álvarez de Toledo y Urquijo, que sigue.
  5. Y Teresa Álvarez de Toledo y Urquijo, que casó con Joaquín Muñoz Peirats, diputado a Cortes por Valencia. Con descendencia.

### Actual titular
- Alonso Álvarez de Toledo y Urquijo (n. 1939), XII y actual marqués de Villanueva de Valdueza, que fue XIII vizconde de la Armería hasta 2000 (cuando lo cedió a su hijo Fadrique, el actual poseedor).

Firma del XII marqués de Valdueza

Está casado con Isabel Argüelles y Salaverría. Tienen tres hijos:
1. Sonsoles Álvarez de Toledo y Argüelles;
2. Fadrique Álvarez de Toledo y Argüelles XIV vizconde de la Armería;
3. Pedro Álvarez de Toledo y Argüelles.

## Árbol genealógico
| \| Fadrique Álvarez de Toledo y Mendoza, i marqués de Valdueza (1580-1634) \| \| \| \| \| \| \| \| \| \| \| \| \| \| \| \| \| \| \| \| \| \| \| \| \| \| \| \| \| \| \| \| \| \| \| \| \| \| \| \| \| \| \| \| \| \| \| \| \| \| \| \| \| \| \| \| \| \| \| \| \| \| \| \| \| \| \| \| \| \| \| \| \| \| \| \| \| \| \| \| \| \| \| \| \| \| \| \| \| \| \| \| \| \| \| \| \| \| \| \| \| \| \| \| \| \| \| \| \| \| \| \| \| \| \| \| \| \| \| \| \| \| \| \| \| \| \| \| \| \| \| \| \| \| \| \| \| \| \| \| \| \| Fadrique de Toledo Osorio y Ponce de León, vii marqués de Villafranca del Bierzo, ii marqués de Valdueza (1635-1705) \| \| \| \| \| \| \| \| \| \| \| \| \| \| \| \| \| \| \| \| \| \| \| \| \| \| \| \| \| \| \| \| \| \| \| \| \| \| \| \| \| \| \| \| \| \| \| \| \| \| \| \| \| \| \| \| \| \| \| \| \| \| \| \| \| \| \| \| \| \| \| \| \| \| \| \| \| \| \| \| \| \| \| \| \| \| \| \| \| \| \| \| \| \| \| \| \| \| \| \| \| \| \| \| \| \| \| \| \| \| \| \| \| \| \| \| \| \| \| \| \| \| \| \| \| \| \| \| \| \| \| \| \| \| \| \| \| \| \| \| \| \| José Fadrique de Toledo Osorio, viii marqués de Villafranca del Bierzo, iii marqués de Valdueza (1658-1728) \| \| \| \| \| \| \| \| \| \| \| \| \| \| \| \| \| \| \| \| \| \| \| \| \| \| \| \| \| \| \| \| \| \| \| \| \| \| \| \| \| \| \| \| \| \| \| \| \| \| \| \| \| \| \| \| \| \| \| \| \| \| \| \| \| \| \| \| \| \| \| \| \| \| \| \| \| \| \| \| \| \| \| \| \| \| \| \| \| \| \| \| \| \| \| \| \| \| \| \| \| \| \| \| \| \| \| \| \| \| \| \| \| \| \| \| \| \| \| \| \| \| \| \| \| \| \| \| \| \| \| \| \| \| \| \| \| \| \| \| \| \| Fadrique Vicente de Toledo Osorio, ix marqués de Villafranca del Bierzo, iv marqués de Valdueza (1686-1753) \| \| \| \| \| \| \| \| \| \| \| \| \| \| \| \| \| \| \| \| \| \| \| \| \| \| \| \| \| \| \| \| \| \| \| \| \| \| \| \| \| \| \| \| \| \| \| \| \| \| \| \| \| \| \| \| \| \| \| \| \| \| \| \| \| \| \| \| \| \| \| \| \| \| \| \| \| \| \| \| \| \| \| \| \| \| \| \| \| \| \| \| \| \| \| \| \| \| \| \| \| \| \| \| \| \| \| \| \| \| \| \| \| \| \| \| \| \| \| \| \| \| \| \| \| \| \| \| \| \| \| \| \| \| \| \| \| \| \| \| \| \| Antonio Álvarez de Toledo Osorio Pérez de Guzmán el Bueno, x marqués de Villafranca del Bierzo, v marqués de Valdueza (1716-1773) \| \| \| \| \| \| \| \| \| \| \| \| \| \| \| \| \| \| \| \| \| \| \| \| \| \| \| \| \| \| \| \| \| \| \| \| \| \| \| \| \| \| \| \| \| \| \| \| \| \| \| \| \| \| \| \| \| \| \| \| \| \| \| \| \| \| \| \| \| \| \| \| \| \| \| \| \| \| \| \| \| \| \| \| \| \| \| \| \| \| \| \| \| \| \| \| \| \| \| \| \| \| \| \| \| \| \| \| \| \| \| \| \| \| \| \| \| \| \| \| \| \| \| \| \| \| \| \| \| \| \| \| \| \| \| \| \| \| \| \| \| \| \| \| \| \| \| \| \| \| \| \| \| \| \| \| \| \| \| \| \| \| \| \| \| \| \| \| \| \| \| \| \| \| \| \| \| \| \| \| \| \| \| \| \| \| \| \| \| \| \| \| \| \| \| \| \| \| \| \| \| \| \| \| \| \| \| \| \| \| \| \| \| José Álvarez de Toledo Osorio, xi marqués de Villafranca del Bierzo, vi marqués de Valdueza (1756-1796) Sin descendencia \| José Álvarez de Toledo Osorio, xi marqués de Villafranca del Bierzo, vi marqués de Valdueza (1756-1796) Sin descendencia \| José Álvarez de Toledo Osorio, xi marqués de Villafranca del Bierzo, vi marqués de Valdueza (1756-1796) Sin descendencia \| José Álvarez de Toledo Osorio, xi marqués de Villafranca del Bierzo, vi marqués de Valdueza (1756-1796) Sin descendencia \| José Álvarez de Toledo Osorio, xi marqués de Villafranca del Bierzo, vi marqués de Valdueza (1756-1796) Sin descendencia \| José Álvarez de Toledo Osorio, xi marqués de Villafranca del Bierzo, vi marqués de Valdueza (1756-1796) Sin descendencia \| \| \| \| \| Francisco de Borja Álvarez de Toledo Osorio, xii marqués de Villafranca del Bierzo, vii marqués de Valdueza (1763-1821) \| Francisco de Borja Álvarez de Toledo Osorio, xii marqués de Villafranca del Bierzo, vii marqués de Valdueza (1763-1821) \| Francisco de Borja Álvarez de Toledo Osorio, xii marqués de Villafranca del Bierzo, vii marqués de Valdueza (1763-1821) \| Francisco de Borja Álvarez de Toledo Osorio, xii marqués de Villafranca del Bierzo, vii marqués de Valdueza (1763-1821) \| Francisco de Borja Álvarez de Toledo Osorio, xii marqués de Villafranca del Bierzo, vii marqués de Valdueza (1763-1821) \| Francisco de Borja Álvarez de Toledo Osorio, xii marqués de Villafranca del Bierzo, vii marqués de Valdueza (1763-1821) \| \| \| \| \| \| \| \| \| \| \| \| \| \| \| \| \| \| \| \| \| \| \| \| \| \| \| \| \| \| \| \| \| \| \| \| \| \| \| \| \| \| \| \| \| \| \| \| \| \| \| \| \| \| \| \| José Álvarez de Toledo Osorio, xi marqués de Villafranca del Bierzo, vi marqués de Valdueza (1756-1796) Sin descendencia \| José Álvarez de Toledo Osorio, xi marqués de Villafranca del Bierzo, vi marqués de Valdueza (1756-1796) Sin descendencia \| José Álvarez de Toledo Osorio, xi marqués de Villafranca del Bierzo, vi marqués de Valdueza (1756-1796) Sin descendencia \| José Álvarez de Toledo Osorio, xi marqués de Villafranca del Bierzo, vi marqués de Valdueza (1756-1796) Sin descendencia \| José Álvarez de Toledo Osorio, xi marqués de Villafranca del Bierzo, vi marqués de Valdueza (1756-1796) Sin descendencia \| José Álvarez de Toledo Osorio, xi marqués de Villafranca del Bierzo, vi marqués de Valdueza (1756-1796) Sin descendencia \| \| \| \| \| Francisco de Borja Álvarez de Toledo Osorio, xii marqués de Villafranca del Bierzo, vii marqués de Valdueza (1763-1821) \| Francisco de Borja Álvarez de Toledo Osorio, xii marqués de Villafranca del Bierzo, vii marqués de Valdueza (1763-1821) \| Francisco de Borja Álvarez de Toledo Osorio, xii marqués de Villafranca del Bierzo, vii marqués de Valdueza (1763-1821) \| Francisco de Borja Álvarez de Toledo Osorio, xii marqués de Villafranca del Bierzo, vii marqués de Valdueza (1763-1821) \| Francisco de Borja Álvarez de Toledo Osorio, xii marqués de Villafranca del Bierzo, vii marqués de Valdueza (1763-1821) \| Francisco de Borja Álvarez de Toledo Osorio, xii marqués de Villafranca del Bierzo, vii marqués de Valdueza (1763-1821) \| \| \| \| \| \| \| \| \| \| \| \| \| \| \| \| \| \| \| \| \| \| \| \| \| \| \| \| \| \| \| \| \| \| \| \| \| \| \| \| \| \| \| \| \| \| \| \| \| \| \| \| \| \| \| \| \| \| \| \| \| \| \| \| \| \| Pedro de Alcántara Álvarez de Toledo y Palafox, xiii marqués de Villafranca del Bierzo, viii marqués de Valdueza (1803-1867) \| \| \| \| \| \| \| \| \| \| \| \| \| \| \| \| \| \| \| \| \| \| \| \| \| \| \| \| \| \| \| \| \| \| \| \| \| \| \| \| \| \| \| \| \| \| \| \| \| \| \| \| \| \| \| \| \| \| \| \| \| \| \| \| \| \| \| \| \| \| \| \| \| \| \| \| \| \| \| \| \| \| \| \| \| \| \| \| \| \| \| \| \| \| \| \| \| \| \| \| \| \| \| \| \| \| \| \| \| \| \| \| \| \| \| \| \| \| \| \| \| \| \| \| \| \| \| \| \| \| \| \| \| \| \| \| \| \| \| \| \| \| \| \| \| \| \| \| \| \| \| \| \| \| \| \| \| \| \| \| \| \| \| \| \| \| \| \| \| \| \| \| \| \| \| \| \| \| \| \| \| \| \| \| \| \| \| \| \| \| \| \| \| \| \| \| \| \| \| \| \| \| \| \| \| \| \| \| \| \| \| \| \| José Joaquín Álvarez de Toledo y Silva, xiv marqués de Villafranca del Bierzo, xviii duque de Medina Sidonia (1826-1900) Con sucesión en la Casa de Medina Sidonia \| José Joaquín Álvarez de Toledo y Silva, xiv marqués de Villafranca del Bierzo, xviii duque de Medina Sidonia (1826-1900) Con sucesión en la Casa de Medina Sidonia \| José Joaquín Álvarez de Toledo y Silva, xiv marqués de Villafranca del Bierzo, xviii duque de Medina Sidonia (1826-1900) Con sucesión en la Casa de Medina Sidonia \| José Joaquín Álvarez de Toledo y Silva, xiv marqués de Villafranca del Bierzo, xviii duque de Medina Sidonia (1826-1900) Con sucesión en la Casa de Medina Sidonia \| José Joaquín Álvarez de Toledo y Silva, xiv marqués de Villafranca del Bierzo, xviii duque de Medina Sidonia (1826-1900) Con sucesión en la Casa de Medina Sidonia \| José Joaquín Álvarez de Toledo y Silva, xiv marqués de Villafranca del Bierzo, xviii duque de Medina Sidonia (1826-1900) Con sucesión en la Casa de Medina Sidonia \| \| \| \| \| Alonso Álvarez de Toledo y Silva, xi marqués de Martorell (1835-1895) \| Alonso Álvarez de Toledo y Silva, xi marqués de Martorell (1835-1895) \| Alonso Álvarez de Toledo y Silva, xi marqués de Martorell (1835-1895) \| Alonso Álvarez de Toledo y Silva, xi marqués de Martorell (1835-1895) \| Alonso Álvarez de Toledo y Silva, xi marqués de Martorell (1835-1895) \| Alonso Álvarez de Toledo y Silva, xi marqués de Martorell (1835-1895) \| \| \| \| \| Pedro Álvarez de Toledo y Silva, ix marqués de Valdueza (1841-1898) Sin descendencia \| Pedro Álvarez de Toledo y Silva, ix marqués de Valdueza (1841-1898) Sin descendencia \| Pedro Álvarez de Toledo y Silva, ix marqués de Valdueza (1841-1898) Sin descendencia \| Pedro Álvarez de Toledo y Silva, ix marqués de Valdueza (1841-1898) Sin descendencia \| Pedro Álvarez de Toledo y Silva, ix marqués de Valdueza (1841-1898) Sin descendencia \| Pedro Álvarez de Toledo y Silva, ix marqués de Valdueza (1841-1898) Sin descendencia \| \| \| \| \| \| \| \| \| \| \| \| \| \| \| \| \| \| \| \| \| \| \| \| \| \| \| \| \| \| \| \| \| \| \| \| \| \| \| \| \| \| \| \| \| \| José Joaquín Álvarez de Toledo y Silva, xiv marqués de Villafranca del Bierzo, xviii duque de Medina Sidonia (1826-1900) Con sucesión en la Casa de Medina Sidonia \| José Joaquín Álvarez de Toledo y Silva, xiv marqués de Villafranca del Bierzo, xviii duque de Medina Sidonia (1826-1900) Con sucesión en la Casa de Medina Sidonia \| José Joaquín Álvarez de Toledo y Silva, xiv marqués de Villafranca del Bierzo, xviii duque de Medina Sidonia (1826-1900) Con sucesión en la Casa de Medina Sidonia \| José Joaquín Álvarez de Toledo y Silva, xiv marqués de Villafranca del Bierzo, xviii duque de Medina Sidonia (1826-1900) Con sucesión en la Casa de Medina Sidonia \| José Joaquín Álvarez de Toledo y Silva, xiv marqués de Villafranca del Bierzo, xviii duque de Medina Sidonia (1826-1900) Con sucesión en la Casa de Medina Sidonia \| José Joaquín Álvarez de Toledo y Silva, xiv marqués de Villafranca del Bierzo, xviii duque de Medina Sidonia (1826-1900) Con sucesión en la Casa de Medina Sidonia \| \| \| \| \| Alonso Álvarez de Toledo y Silva, xi marqués de Martorell (1835-1895) \| Alonso Álvarez de Toledo y Silva, xi marqués de Martorell (1835-1895) \| Alonso Álvarez de Toledo y Silva, xi marqués de Martorell (1835-1895) \| Alonso Álvarez de Toledo y Silva, xi marqués de Martorell (1835-1895) \| Alonso Álvarez de Toledo y Silva, xi marqués de Martorell (1835-1895) \| Alonso Álvarez de Toledo y Silva, xi marqués de Martorell (1835-1895) \| \| \| \| \| Pedro Álvarez de Toledo y Silva, ix marqués de Valdueza (1841-1898) Sin descendencia \| Pedro Álvarez de Toledo y Silva, ix marqués de Valdueza (1841-1898) Sin descendencia \| Pedro Álvarez de Toledo y Silva, ix marqués de Valdueza (1841-1898) Sin descendencia \| Pedro Álvarez de Toledo y Silva, ix marqués de Valdueza (1841-1898) Sin descendencia \| Pedro Álvarez de Toledo y Silva, ix marqués de Valdueza (1841-1898) Sin descendencia \| Pedro Álvarez de Toledo y Silva, ix marqués de Valdueza (1841-1898) Sin descendencia \| \| \| \| \| \| \| \| \| \| \| \| \| \| \| \| \| \| \| \| \| \| \| \| \| \| \| \| \| \| \| \| \| \| \| \| \| \| \| \| \| \| \| \| \| \| \| \| \| \| \| \| \| \| \| \| \| \| \| \| \| \| \| \| \| \| \| \| \| \| \| \| \| \| \| \| \| \| \| \| \| \| \| \| \| \| \| \| \| \| \| \| \| \| \| \| \| \| \| \| \| \| \| \| \| \| \| \| \| \| \| \| \| \| \| \| \| \| \| \| \| \| \| \| \| \| \| Pedro Álvarez de Toledo y Samaniego, xii marqués de Martorell (1867-1925) Sin sucesión \| Pedro Álvarez de Toledo y Samaniego, xii marqués de Martorell (1867-1925) Sin sucesión \| Pedro Álvarez de Toledo y Samaniego, xii marqués de Martorell (1867-1925) Sin sucesión \| Pedro Álvarez de Toledo y Samaniego, xii marqués de Martorell (1867-1925) Sin sucesión \| Pedro Álvarez de Toledo y Samaniego, xii marqués de Martorell (1867-1925) Sin sucesión \| Pedro Álvarez de Toledo y Samaniego, xii marqués de Martorell (1867-1925) Sin sucesión \| \| \| \| \| Manuel Álvarez de Toledo y Samaniego, vi marqués de Miraflores (1868-1932) Con sucesión en los marqueses de Miraflores y Martorell \| Manuel Álvarez de Toledo y Samaniego, vi marqués de Miraflores (1868-1932) Con sucesión en los marqueses de Miraflores y Martorell \| Manuel Álvarez de Toledo y Samaniego, vi marqués de Miraflores (1868-1932) Con sucesión en los marqueses de Miraflores y Martorell \| Manuel Álvarez de Toledo y Samaniego, vi marqués de Miraflores (1868-1932) Con sucesión en los marqueses de Miraflores y Martorell \| Manuel Álvarez de Toledo y Samaniego, vi marqués de Miraflores (1868-1932) Con sucesión en los marqueses de Miraflores y Martorell \| Manuel Álvarez de Toledo y Samaniego, vi marqués de Miraflores (1868-1932) Con sucesión en los marqueses de Miraflores y Martorell \| \| \| \| \| Alonso Álvarez de Toledo y Samaniego, x marqués de Valdueza (1870-1936) \| Alonso Álvarez de Toledo y Samaniego, x marqués de Valdueza (1870-1936) \| Alonso Álvarez de Toledo y Samaniego, x marqués de Valdueza (1870-1936) \| Alonso Álvarez de Toledo y Samaniego, x marqués de Valdueza (1870-1936) \| Alonso Álvarez de Toledo y Samaniego, x marqués de Valdueza (1870-1936) \| Alonso Álvarez de Toledo y Samaniego, x marqués de Valdueza (1870-1936) \| \| \| \| \| José María Álvarez de Toledo y Samaniego, xi conde de la Ventosa (1881-1950) Con sucesión en los condes de la Ventosa \| José María Álvarez de Toledo y Samaniego, xi conde de la Ventosa (1881-1950) Con sucesión en los condes de la Ventosa \| José María Álvarez de Toledo y Samaniego, xi conde de la Ventosa (1881-1950) Con sucesión en los condes de la Ventosa \| José María Álvarez de Toledo y Samaniego, xi conde de la Ventosa (1881-1950) Con sucesión en los condes de la Ventosa \| José María Álvarez de Toledo y Samaniego, xi conde de la Ventosa (1881-1950) Con sucesión en los condes de la Ventosa \| José María Álvarez de Toledo y Samaniego, xi conde de la Ventosa (1881-1950) Con sucesión en los condes de la Ventosa \| \| \| \| \| \| \| \| \| \| \| \| \| \| \| \| \| \| \| \| \| \| \| \| \| \| \| \| \| \| \| \| \| \| \| \| Pedro Álvarez de Toledo y Samaniego, xii marqués de Martorell (1867-1925) Sin sucesión \| Pedro Álvarez de Toledo y Samaniego, xii marqués de Martorell (1867-1925) Sin sucesión \| Pedro Álvarez de Toledo y Samaniego, xii marqués de Martorell (1867-1925) Sin sucesión \| Pedro Álvarez de Toledo y Samaniego, xii marqués de Martorell (1867-1925) Sin sucesión \| Pedro Álvarez de Toledo y Samaniego, xii marqués de Martorell (1867-1925) Sin sucesión \| Pedro Álvarez de Toledo y Samaniego, xii marqués de Martorell (1867-1925) Sin sucesión \| \| \| \| \| Manuel Álvarez de Toledo y Samaniego, vi marqués de Miraflores (1868-1932) Con sucesión en los marqueses de Miraflores y Martorell \| Manuel Álvarez de Toledo y Samaniego, vi marqués de Miraflores (1868-1932) Con sucesión en los marqueses de Miraflores y Martorell \| Manuel Álvarez de Toledo y Samaniego, vi marqués de Miraflores (1868-1932) Con sucesión en los marqueses de Miraflores y Martorell \| Manuel Álvarez de Toledo y Samaniego, vi marqués de Miraflores (1868-1932) Con sucesión en los marqueses de Miraflores y Martorell \| Manuel Álvarez de Toledo y Samaniego, vi marqués de Miraflores (1868-1932) Con sucesión en los marqueses de Miraflores y Martorell \| Manuel Álvarez de Toledo y Samaniego, vi marqués de Miraflores (1868-1932) Con sucesión en los marqueses de Miraflores y Martorell \| \| \| \| \| Alonso Álvarez de Toledo y Samaniego, x marqués de Valdueza (1870-1936) \| Alonso Álvarez de Toledo y Samaniego, x marqués de Valdueza (1870-1936) \| Alonso Álvarez de Toledo y Samaniego, x marqués de Valdueza (1870-1936) \| Alonso Álvarez de Toledo y Samaniego, x marqués de Valdueza (1870-1936) \| Alonso Álvarez de Toledo y Samaniego, x marqués de Valdueza (1870-1936) \| Alonso Álvarez de Toledo y Samaniego, x marqués de Valdueza (1870-1936) \| \| \| \| \| José María Álvarez de Toledo y Samaniego, xi conde de la Ventosa (1881-1950) Con sucesión en los condes de la Ventosa \| José María Álvarez de Toledo y Samaniego, xi conde de la Ventosa (1881-1950) Con sucesión en los condes de la Ventosa \| José María Álvarez de Toledo y Samaniego, xi conde de la Ventosa (1881-1950) Con sucesión en los condes de la Ventosa \| José María Álvarez de Toledo y Samaniego, xi conde de la Ventosa (1881-1950) Con sucesión en los condes de la Ventosa \| José María Álvarez de Toledo y Samaniego, xi conde de la Ventosa (1881-1950) Con sucesión en los condes de la Ventosa \| José María Álvarez de Toledo y Samaniego, xi conde de la Ventosa (1881-1950) Con sucesión en los condes de la Ventosa \| \| \| \| \| \| \| \| \| \| \| \| \| \| \| \| \| \| \| \| \| \| \| \| \| \| \| \| \| \| \| \| \| \| \| \| \| \| \| \| \| \| \| \| \| \| \| \| \| \| \| \| \| \| \| \| Alonso Álvarez de Toledo y Cabeza de Vaca, xi marqués de Valdueza (1903-1987) \| \| \| \| \| \| \| \| \| \| \| \| \| \| \| \| \| \| \| \| \| \| \| \| \| \| \| \| \| \| \| \| \| \| \| \| \| \| \| \| \| \| \| \| \| \| \| \| \| \| \| \| \| \| \| \| \| \| \| \| \| \| \| \| \| \| \| \| \| \| \| \| \| \| \| \| \| \| \| \| \| \| \| \| \| \| \| \| \| \| \| \| \| \| \| \| \| \| \| \| \| \| \| \| \| \| \| \| \| \| \| \| \| \| \| \| \| \| \| \| \| \| \| \| \| \| \| \| \| \| \| \| \| \| \| \| \| \| \| \| \| \| Alonso Álvarez de Toledo y Urquijo, xii marqués de Valdueza (n.1939) \| \| \| \| \| \| \| \| \| \| \| \| \| \| \| \| \| \| \| \| \| \| \| \| \| \| \| \| \| \| | | | | | |  |  |  |  | | | | | | |  |  |  |  |                                                                                        |                                                                                        |                                                                                        |                                                                                        |                                                                                        |                                                                                        |  |  |  |  | | | | | | |  |  |  |  |                                                                               |                                                                         |                                                                         |                                                                         |                                                                         |                                                                         |  |  |  |  | | | | | | |  |  |  |  |  |  |  |  |  |  |  |  |  |  |
| Fadrique Álvarez de Toledo y Mendoza, i marqués de Valdueza (1580-1634) | | | | | |  |  |  |  | | | | | | |  |  |  |  |                                                                                        |                                                                                        |                                                                                        |                                                                                        |                                                                                        |                                                                                        |  |  |  |  | | | | | | |  |  |  |  |                                                                               |                                                                         |                                                                         |                                                                         |                                                                         |                                                                         |  |  |  |  | | | | | | |  |  |  |  |  |  |  |  |  |  |  |  |  |  |
| | | | | | |  |  |  |  | | | | | | |  |  |  |  |                                                                                        |                                                                                        |                                                                                        |                                                                                        |                                                                                        |                                                                                        |  |  |  |  | | | | | | |  |  |  |  |                                                                               |                                                                         |                                                                         |                                                                         |                                                                         |                                                                         |  |  |  |  | | | | | | |  |  |  |  |  |  |  |  |  |  |  |  |  |  |
| Fadrique de Toledo Osorio y Ponce de León, vii marqués de Villafranca del Bierzo, ii marqués de Valdueza (1635-1705) | | | | | |  |  |  |  | | | | | | |  |  |  |  |                                                                                        |                                                                                        |                                                                                        |                                                                                        |                                                                                        |                                                                                        |  |  |  |  | | | | | | |  |  |  |  |                                                                               |                                                                         |                                                                         |                                                                         |                                                                         |                                                                         |  |  |  |  | | | | | | |  |  |  |  |  |  |  |  |  |  |  |  |  |  |
| | | | | | |  |  |  |  | | | | | | |  |  |  |  |                                                                                        |                                                                                        |                                                                                        |                                                                                        |                                                                                        |                                                                                        |  |  |  |  | | | | | | |  |  |  |  |                                                                               |                                                                         |                                                                         |                                                                         |                                                                         |                                                                         |  |  |  |  | | | | | | |  |  |  |  |  |  |  |  |  |  |  |  |  |  |
| José Fadrique de Toledo Osorio, viii marqués de Villafranca del Bierzo, iii marqués de Valdueza (1658-1728) | | | | | |  |  |  |  | | | | | | |  |  |  |  |                                                                                        |                                                                                        |                                                                                        |                                                                                        |                                                                                        |                                                                                        |  |  |  |  | | | | | | |  |  |  |  |                                                                               |                                                                         |                                                                         |                                                                         |                                                                         |                                                                         |  |  |  |  | | | | | | |  |  |  |  |  |  |  |  |  |  |  |  |  |  |
| | | | | | |  |  |  |  | | | | | | |  |  |  |  |                                                                                        |                                                                                        |                                                                                        |                                                                                        |                                                                                        |                                                                                        |  |  |  |  | | | | | | |  |  |  |  |                                                                               |                                                                         |                                                                         |                                                                         |                                                                         |                                                                         |  |  |  |  | | | | | | |  |  |  |  |  |  |  |  |  |  |  |  |  |  |
| Fadrique Vicente de Toledo Osorio, ix marqués de Villafranca del Bierzo, iv marqués de Valdueza (1686-1753) | | | | | |  |  |  |  | | | | | | |  |  |  |  |                                                                                        |                                                                                        |                                                                                        |                                                                                        |                                                                                        |                                                                                        |  |  |  |  | | | | | | |  |  |  |  |                                                                               |                                                                         |                                                                         |                                                                         |                                                                         |                                                                         |  |  |  |  | | | | | | |  |  |  |  |  |  |  |  |  |  |  |  |  |  |
| | | | | | |  |  |  |  | | | | | | |  |  |  |  |                                                                                        |                                                                                        |                                                                                        |                                                                                        |                                                                                        |                                                                                        |  |  |  |  | | | | | | |  |  |  |  |                                                                               |                                                                         |                                                                         |                                                                         |                                                                         |                                                                         |  |  |  |  | | | | | | |  |  |  |  |  |  |  |  |  |  |  |  |  |  |
| Antonio Álvarez de Toledo Osorio Pérez de Guzmán el Bueno, x marqués de Villafranca del Bierzo, v marqués de Valdueza (1716-1773) | | | | | |  |  |  |  | | | | | | |  |  |  |  |                                                                                        |                                                                                        |                                                                                        |                                                                                        |                                                                                        |                                                                                        |  |  |  |  | | | | | | |  |  |  |  |                                                                               |                                                                         |                                                                         |                                                                         |                                                                         |                                                                         |  |  |  |  | | | | | | |  |  |  |  |  |  |  |  |  |  |  |  |  |  |
| | | | | | |  |  |  |  | | | | | | |  |  |  |  |                                                                                        |                                                                                        |                                                                                        |                                                                                        |                                                                                        |                                                                                        |  |  |  |  | | | | | | |  |  |  |  |                                                                               |                                                                         |                                                                         |                                                                         |                                                                         |                                                                         |  |  |  |  | | | | | | |  |  |  |  |  |  |  |  |  |  |  |  |  |  |
| | | | | | |  |  |  |  | | | | | | |  |  |  |  |                                                                                        |                                                                                        |                                                                                        |                                                                                        |                                                                                        |                                                                                        |  |  |  |  | | | | | | |  |  |  |  |                                                                               |                                                                         |                                                                         |                                                                         |                                                                         |                                                                         |  |  |  |  | | | | | | |  |  |  |  |  |  |  |  |  |  |  |  |  |  |
| José Álvarez de Toledo Osorio, xi marqués de Villafranca del Bierzo, vi marqués de Valdueza (1756-1796) Sin descendencia | José Álvarez de Toledo Osorio, xi marqués de Villafranca del Bierzo, vi marqués de Valdueza (1756-1796) Sin descendencia | José Álvarez de Toledo Osorio, xi marqués de Villafranca del Bierzo, vi marqués de Valdueza (1756-1796) Sin descendencia | José Álvarez de Toledo Osorio, xi marqués de Villafranca del Bierzo, vi marqués de Valdueza (1756-1796) Sin descendencia | José Álvarez de Toledo Osorio, xi marqués de Villafranca del Bierzo, vi marqués de Valdueza (1756-1796) Sin descendencia | José Álvarez de Toledo Osorio, xi marqués de Villafranca del Bierzo, vi marqués de Valdueza (1756-1796) Sin descendencia |  |  |  |  | Francisco de Borja Álvarez de Toledo Osorio, xii marqués de Villafranca del Bierzo, vii marqués de Valdueza (1763-1821)                                            | Francisco de Borja Álvarez de Toledo Osorio, xii marqués de Villafranca del Bierzo, vii marqués de Valdueza (1763-1821)                                            | Francisco de Borja Álvarez de Toledo Osorio, xii marqués de Villafranca del Bierzo, vii marqués de Valdueza (1763-1821)                                            | Francisco de Borja Álvarez de Toledo Osorio, xii marqués de Villafranca del Bierzo, vii marqués de Valdueza (1763-1821)                                            | Francisco de Borja Álvarez de Toledo Osorio, xii marqués de Villafranca del Bierzo, vii marqués de Valdueza (1763-1821)                                            | Francisco de Borja Álvarez de Toledo Osorio, xii marqués de Villafranca del Bierzo, vii marqués de Valdueza (1763-1821)                                            |  |  |  |  |                                                                                        |                                                                                        |                                                                                        |                                                                                        |                                                                                        |                                                                                        |  |  |  |  | | | | | | |  |  |  |  |                                                                               |                                                                         |                                                                         |                                                                         |                                                                         |                                                                         |  |  |  |  | | | | | | |  |  |  |  |  |  |  |  |  |  |  |  |  |  |
| José Álvarez de Toledo Osorio, xi marqués de Villafranca del Bierzo, vi marqués de Valdueza (1756-1796) Sin descendencia | José Álvarez de Toledo Osorio, xi marqués de Villafranca del Bierzo, vi marqués de Valdueza (1756-1796) Sin descendencia | José Álvarez de Toledo Osorio, xi marqués de Villafranca del Bierzo, vi marqués de Valdueza (1756-1796) Sin descendencia | José Álvarez de Toledo Osorio, xi marqués de Villafranca del Bierzo, vi marqués de Valdueza (1756-1796) Sin descendencia | José Álvarez de Toledo Osorio, xi marqués de Villafranca del Bierzo, vi marqués de Valdueza (1756-1796) Sin descendencia | José Álvarez de Toledo Osorio, xi marqués de Villafranca del Bierzo, vi marqués de Valdueza (1756-1796) Sin descendencia |  |  |  |  | Francisco de Borja Álvarez de Toledo Osorio, xii marqués de Villafranca del Bierzo, vii marqués de Valdueza (1763-1821)                                            | Francisco de Borja Álvarez de Toledo Osorio, xii marqués de Villafranca del Bierzo, vii marqués de Valdueza (1763-1821)                                            | Francisco de Borja Álvarez de Toledo Osorio, xii marqués de Villafranca del Bierzo, vii marqués de Valdueza (1763-1821)                                            | Francisco de Borja Álvarez de Toledo Osorio, xii marqués de Villafranca del Bierzo, vii marqués de Valdueza (1763-1821)                                            | Francisco de Borja Álvarez de Toledo Osorio, xii marqués de Villafranca del Bierzo, vii marqués de Valdueza (1763-1821)                                            | Francisco de Borja Álvarez de Toledo Osorio, xii marqués de Villafranca del Bierzo, vii marqués de Valdueza (1763-1821)                                            |  |  |  |  |                                                                                        |                                                                                        |                                                                                        |                                                                                        |                                                                                        |                                                                                        |  |  |  |  | | | | | | |  |  |  |  |                                                                               |                                                                         |                                                                         |                                                                         |                                                                         |                                                                         |  |  |  |  | | | | | | |  |  |  |  |  |  |  |  |  |  |  |  |  |  |
| | | | | | |  |  |  |  | Pedro de Alcántara Álvarez de Toledo y Palafox, xiii marqués de Villafranca del Bierzo, viii marqués de Valdueza (1803-1867)                                       | | | | | |  |  |  |  |                                                                                        |                                                                                        |                                                                                        |                                                                                        |                                                                                        |                                                                                        |  |  |  |  | | | | | | |  |  |  |  |                                                                               |                                                                         |                                                                         |                                                                         |                                                                         |                                                                         |  |  |  |  | | | | | | |  |  |  |  |  |  |  |  |  |  |  |  |  |  |
| | | | | | |  |  |  |  | | | | | | |  |  |  |  |                                                                                        |                                                                                        |                                                                                        |                                                                                        |                                                                                        |                                                                                        |  |  |  |  | | | | | | |  |  |  |  |                                                                               |                                                                         |                                                                         |                                                                         |                                                                         |                                                                         |  |  |  |  | | | | | | |  |  |  |  |  |  |  |  |  |  |  |  |  |  |
| | | | | | |  |  |  |  | | | | | | |  |  |  |  |                                                                                        |                                                                                        |                                                                                        |                                                                                        |                                                                                        |                                                                                        |  |  |  |  | | | | | | |  |  |  |  |                                                                               |                                                                         |                                                                         |                                                                         |                                                                         |                                                                         |  |  |  |  | | | | | | |  |  |  |  |  |  |  |  |  |  |  |  |  |  |
| | | | | | |  |  |  |  | José Joaquín Álvarez de Toledo y Silva, xiv marqués de Villafranca del Bierzo, xviii duque de Medina Sidonia (1826-1900) Con sucesión en la Casa de Medina Sidonia | José Joaquín Álvarez de Toledo y Silva, xiv marqués de Villafranca del Bierzo, xviii duque de Medina Sidonia (1826-1900) Con sucesión en la Casa de Medina Sidonia | José Joaquín Álvarez de Toledo y Silva, xiv marqués de Villafranca del Bierzo, xviii duque de Medina Sidonia (1826-1900) Con sucesión en la Casa de Medina Sidonia | José Joaquín Álvarez de Toledo y Silva, xiv marqués de Villafranca del Bierzo, xviii duque de Medina Sidonia (1826-1900) Con sucesión en la Casa de Medina Sidonia | José Joaquín Álvarez de Toledo y Silva, xiv marqués de Villafranca del Bierzo, xviii duque de Medina Sidonia (1826-1900) Con sucesión en la Casa de Medina Sidonia | José Joaquín Álvarez de Toledo y Silva, xiv marqués de Villafranca del Bierzo, xviii duque de Medina Sidonia (1826-1900) Con sucesión en la Casa de Medina Sidonia |  |  |  |  | Alonso Álvarez de Toledo y Silva, xi marqués de Martorell (1835-1895)                  | Alonso Álvarez de Toledo y Silva, xi marqués de Martorell (1835-1895)                  | Alonso Álvarez de Toledo y Silva, xi marqués de Martorell (1835-1895)                  | Alonso Álvarez de Toledo y Silva, xi marqués de Martorell (1835-1895)                  | Alonso Álvarez de Toledo y Silva, xi marqués de Martorell (1835-1895)                  | Alonso Álvarez de Toledo y Silva, xi marqués de Martorell (1835-1895)                  |  |  |  |  | Pedro Álvarez de Toledo y Silva, ix marqués de Valdueza (1841-1898) Sin descendencia                                               | Pedro Álvarez de Toledo y Silva, ix marqués de Valdueza (1841-1898) Sin descendencia                                               | Pedro Álvarez de Toledo y Silva, ix marqués de Valdueza (1841-1898) Sin descendencia                                               | Pedro Álvarez de Toledo y Silva, ix marqués de Valdueza (1841-1898) Sin descendencia                                               | Pedro Álvarez de Toledo y Silva, ix marqués de Valdueza (1841-1898) Sin descendencia                                               | Pedro Álvarez de Toledo y Silva, ix marqués de Valdueza (1841-1898) Sin descendencia                                               |  |  |  |  |                                                                               |                                                                         |                                                                         |                                                                         |                                                                         |                                                                         |  |  |  |  | | | | | | |  |  |  |  |  |  |  |  |  |  |  |  |  |  |
| | | | | | |  |  |  |  | José Joaquín Álvarez de Toledo y Silva, xiv marqués de Villafranca del Bierzo, xviii duque de Medina Sidonia (1826-1900) Con sucesión en la Casa de Medina Sidonia | José Joaquín Álvarez de Toledo y Silva, xiv marqués de Villafranca del Bierzo, xviii duque de Medina Sidonia (1826-1900) Con sucesión en la Casa de Medina Sidonia | José Joaquín Álvarez de Toledo y Silva, xiv marqués de Villafranca del Bierzo, xviii duque de Medina Sidonia (1826-1900) Con sucesión en la Casa de Medina Sidonia | José Joaquín Álvarez de Toledo y Silva, xiv marqués de Villafranca del Bierzo, xviii duque de Medina Sidonia (1826-1900) Con sucesión en la Casa de Medina Sidonia | José Joaquín Álvarez de Toledo y Silva, xiv marqués de Villafranca del Bierzo, xviii duque de Medina Sidonia (1826-1900) Con sucesión en la Casa de Medina Sidonia | José Joaquín Álvarez de Toledo y Silva, xiv marqués de Villafranca del Bierzo, xviii duque de Medina Sidonia (1826-1900) Con sucesión en la Casa de Medina Sidonia |  |  |  |  | Alonso Álvarez de Toledo y Silva, xi marqués de Martorell (1835-1895)                  | Alonso Álvarez de Toledo y Silva, xi marqués de Martorell (1835-1895)                  | Alonso Álvarez de Toledo y Silva, xi marqués de Martorell (1835-1895)                  | Alonso Álvarez de Toledo y Silva, xi marqués de Martorell (1835-1895)                  | Alonso Álvarez de Toledo y Silva, xi marqués de Martorell (1835-1895)                  | Alonso Álvarez de Toledo y Silva, xi marqués de Martorell (1835-1895)                  |  |  |  |  | Pedro Álvarez de Toledo y Silva, ix marqués de Valdueza (1841-1898) Sin descendencia                                               | Pedro Álvarez de Toledo y Silva, ix marqués de Valdueza (1841-1898) Sin descendencia                                               | Pedro Álvarez de Toledo y Silva, ix marqués de Valdueza (1841-1898) Sin descendencia                                               | Pedro Álvarez de Toledo y Silva, ix marqués de Valdueza (1841-1898) Sin descendencia                                               | Pedro Álvarez de Toledo y Silva, ix marqués de Valdueza (1841-1898) Sin descendencia                                               | Pedro Álvarez de Toledo y Silva, ix marqués de Valdueza (1841-1898) Sin descendencia                                               |  |  |  |  |                                                                               |                                                                         |                                                                         |                                                                         |                                                                         |                                                                         |  |  |  |  | | | | | | |  |  |  |  |  |  |  |  |  |  |  |  |  |  |
| | | | | | |  |  |  |  | | | | | | |  |  |  |  |                                                                                        |                                                                                        |                                                                                        |                                                                                        |                                                                                        |                                                                                        |  |  |  |  | | | | | | |  |  |  |  |                                                                               |                                                                         |                                                                         |                                                                         |                                                                         |                                                                         |  |  |  |  | | | | | | |  |  |  |  |  |  |  |  |  |  |  |  |  |  |
| | | | | | |  |  |  |  | | | | | | |  |  |  |  | Pedro Álvarez de Toledo y Samaniego, xii marqués de Martorell (1867-1925) Sin sucesión | Pedro Álvarez de Toledo y Samaniego, xii marqués de Martorell (1867-1925) Sin sucesión | Pedro Álvarez de Toledo y Samaniego, xii marqués de Martorell (1867-1925) Sin sucesión | Pedro Álvarez de Toledo y Samaniego, xii marqués de Martorell (1867-1925) Sin sucesión | Pedro Álvarez de Toledo y Samaniego, xii marqués de Martorell (1867-1925) Sin sucesión | Pedro Álvarez de Toledo y Samaniego, xii marqués de Martorell (1867-1925) Sin sucesión |  |  |  |  | Manuel Álvarez de Toledo y Samaniego, vi marqués de Miraflores (1868-1932) Con sucesión en los marqueses de Miraflores y Martorell | Manuel Álvarez de Toledo y Samaniego, vi marqués de Miraflores (1868-1932) Con sucesión en los marqueses de Miraflores y Martorell | Manuel Álvarez de Toledo y Samaniego, vi marqués de Miraflores (1868-1932) Con sucesión en los marqueses de Miraflores y Martorell | Manuel Álvarez de Toledo y Samaniego, vi marqués de Miraflores (1868-1932) Con sucesión en los marqueses de Miraflores y Martorell | Manuel Álvarez de Toledo y Samaniego, vi marqués de Miraflores (1868-1932) Con sucesión en los marqueses de Miraflores y Martorell | Manuel Álvarez de Toledo y Samaniego, vi marqués de Miraflores (1868-1932) Con sucesión en los marqueses de Miraflores y Martorell |  |  |  |  | Alonso Álvarez de Toledo y Samaniego, x marqués de Valdueza (1870-1936)       | Alonso Álvarez de Toledo y Samaniego, x marqués de Valdueza (1870-1936) | Alonso Álvarez de Toledo y Samaniego, x marqués de Valdueza (1870-1936) | Alonso Álvarez de Toledo y Samaniego, x marqués de Valdueza (1870-1936) | Alonso Álvarez de Toledo y Samaniego, x marqués de Valdueza (1870-1936) | Alonso Álvarez de Toledo y Samaniego, x marqués de Valdueza (1870-1936) |  |  |  |  | José María Álvarez de Toledo y Samaniego, xi conde de la Ventosa (1881-1950) Con sucesión en los condes de la Ventosa | José María Álvarez de Toledo y Samaniego, xi conde de la Ventosa (1881-1950) Con sucesión en los condes de la Ventosa | José María Álvarez de Toledo y Samaniego, xi conde de la Ventosa (1881-1950) Con sucesión en los condes de la Ventosa | José María Álvarez de Toledo y Samaniego, xi conde de la Ventosa (1881-1950) Con sucesión en los condes de la Ventosa | José María Álvarez de Toledo y Samaniego, xi conde de la Ventosa (1881-1950) Con sucesión en los condes de la Ventosa | José María Álvarez de Toledo y Samaniego, xi conde de la Ventosa (1881-1950) Con sucesión en los condes de la Ventosa |  |  |  |  |  |  |  |  |  |  |  |  |  |  |
| | | | | | |  |  |  |  | | | | | | |  |  |  |  | Pedro Álvarez de Toledo y Samaniego, xii marqués de Martorell (1867-1925) Sin sucesión | Pedro Álvarez de Toledo y Samaniego, xii marqués de Martorell (1867-1925) Sin sucesión | Pedro Álvarez de Toledo y Samaniego, xii marqués de Martorell (1867-1925) Sin sucesión | Pedro Álvarez de Toledo y Samaniego, xii marqués de Martorell (1867-1925) Sin sucesión | Pedro Álvarez de Toledo y Samaniego, xii marqués de Martorell (1867-1925) Sin sucesión | Pedro Álvarez de Toledo y Samaniego, xii marqués de Martorell (1867-1925) Sin sucesión |  |  |  |  | Manuel Álvarez de Toledo y Samaniego, vi marqués de Miraflores (1868-1932) Con sucesión en los marqueses de Miraflores y Martorell | Manuel Álvarez de Toledo y Samaniego, vi marqués de Miraflores (1868-1932) Con sucesión en los marqueses de Miraflores y Martorell | Manuel Álvarez de Toledo y Samaniego, vi marqués de Miraflores (1868-1932) Con sucesión en los marqueses de Miraflores y Martorell | Manuel Álvarez de Toledo y Samaniego, vi marqués de Miraflores (1868-1932) Con sucesión en los marqueses de Miraflores y Martorell | Manuel Álvarez de Toledo y Samaniego, vi marqués de Miraflores (1868-1932) Con sucesión en los marqueses de Miraflores y Martorell | Manuel Álvarez de Toledo y Samaniego, vi marqués de Miraflores (1868-1932) Con sucesión en los marqueses de Miraflores y Martorell |  |  |  |  | Alonso Álvarez de Toledo y Samaniego, x marqués de Valdueza (1870-1936)       | Alonso Álvarez de Toledo y Samaniego, x marqués de Valdueza (1870-1936) | Alonso Álvarez de Toledo y Samaniego, x marqués de Valdueza (1870-1936) | Alonso Álvarez de Toledo y Samaniego, x marqués de Valdueza (1870-1936) | Alonso Álvarez de Toledo y Samaniego, x marqués de Valdueza (1870-1936) | Alonso Álvarez de Toledo y Samaniego, x marqués de Valdueza (1870-1936) |  |  |  |  | José María Álvarez de Toledo y Samaniego, xi conde de la Ventosa (1881-1950) Con sucesión en los condes de la Ventosa | José María Álvarez de Toledo y Samaniego, xi conde de la Ventosa (1881-1950) Con sucesión en los condes de la Ventosa | José María Álvarez de Toledo y Samaniego, xi conde de la Ventosa (1881-1950) Con sucesión en los condes de la Ventosa | José María Álvarez de Toledo y Samaniego, xi conde de la Ventosa (1881-1950) Con sucesión en los condes de la Ventosa | José María Álvarez de Toledo y Samaniego, xi conde de la Ventosa (1881-1950) Con sucesión en los condes de la Ventosa | José María Álvarez de Toledo y Samaniego, xi conde de la Ventosa (1881-1950) Con sucesión en los condes de la Ventosa |  |  |  |  |  |  |  |  |  |  |  |  |  |  |
| | | | | | |  |  |  |  | | | | | | |  |  |  |  |                                                                                        |                                                                                        |                                                                                        |                                                                                        |                                                                                        |                                                                                        |  |  |  |  | | | | | | |  |  |  |  | Alonso Álvarez de Toledo y Cabeza de Vaca, xi marqués de Valdueza (1903-1987) |                                                                         |                                                                         |                                                                         |                                                                         |                                                                         |  |  |  |  | | | | | | |  |  |  |  |  |  |  |  |  |  |  |  |  |  |
| | | | | | |  |  |  |  | | | | | | |  |  |  |  |                                                                                        |                                                                                        |                                                                                        |                                                                                        |                                                                                        |                                                                                        |  |  |  |  | | | | | | |  |  |  |  |                                                                               |                                                                         |                                                                         |                                                                         |                                                                         |                                                                         |  |  |  |  | | | | | | |  |  |  |  |  |  |  |  |  |  |  |  |  |  |
| | | | | | |  |  |  |  | | | | | | |  |  |  |  |                                                                                        |                                                                                        |                                                                                        |                                                                                        |                                                                                        |                                                                                        |  |  |  |  | | | | | | |  |  |  |  | Alonso Álvarez de Toledo y Urquijo, xii marqués de Valdueza (n.1939)          |                                                                         |                                                                         |                                                                         |                                                                         |                                                                         |  |  |  |  | | | | | | |  |  |  |  |  |  |  |  |  |  |  |  |  |  |